# Groepsdenken
Groepsdenken (Engels: groupthink) is een psychosociaal fenomeen, waarbij een groep - van op zich zeer bekwame personen - zodanig wordt beïnvloed door groepsprocessen, dat de kwaliteit van groepsbesluiten vermindert. Het ontstaat als groepsleden primair letten op het behoud van overeenstemming en eensgezindheid bij een beslissingsproces in plaats van een kritische overweging van de feiten.

## Definitie
De groepsdenken-theorie is in de jaren 70 ontwikkeld door de Amerikaan Irving Janis. De term "Groupthink" verwijst naar het "Doublethink" uit George Orwells roman "1984", waarbij ook een dubbelzinnige rol wordt toebedeeld aan gedachten. Groupthink wordt door Janis omschreven als a mode of thinking that people engage in when they are deeply involved in a cohesive in-group, when the members' strivings for unanimity overrides their motivation to realistically appraise alternative courses of action.

## Proces
Groepsdenken is een denkwijze die plaatsvindt bij mensen die nauw met elkaar samenwerken, daarbij een hechte groep vormen en die zoveel waarde hechten aan een unanieme mening, dat deze unanimiteit belangrijker wordt geacht dan een kritische rationele instelling.
De groepsleden leggen meer nadruk op het 'wij'-gevoel en zullen daardoor minder gemakkelijk kritiek uiten of informatie die de groepsvisie tegenspreekt, van zowel binnen als van buiten de groep, toelaten.
Er ontstaat in het meest extreme geval een soort geloofsgenootschap die overtuigd is van zijn eigen gelijk, ongeacht de feiten.

### Antecedenten
Antecedenten zijn kenmerken die voorafgaand aan groepsdenken kunnen worden waargenomen. Hoe sterker een groep deze kenmerken vertoont hoe vatbaarder men is om slachtoffer te worden van groepsdenken.
Volgens Janis liggen de volgende groepskenmerken aan de basis van groepsdenken:
- A. De Groep
  - A.1 Er bestaat een hechte groep

- B1. De groepsstructuur
  - B1.1 Isolatie van de groep
  - B1.2 Leiderschap via richtlijnen
  - B1.3 Gebrek aan normen voor omgang met procedures
  - B1.4 Homogeniteit van de leden qua sociale achtergrond en ideologie

- B2. De groepscontext
  - B2.1 Grote stress door externe bedreigingen
  - B2.2 Lage moraal

Deze kenmerken (antecedenten) samen kunnen groepsdenken veroorzaken. Een groep die aan groepsdenken lijdt kan hiervan symptomen vertonen.

### Symptomen
Als de antecedenten er toe hebben geleid dat groepsdenken optreedt, dan kunnen er bepaalde symptomen waarneembaar zijn bij de betrokken groep. Ook zal het beslissingsproces bepaalde symptomen vertonen. Deze symptomen, door Janis beschreven, zijn:
- C. Symptomen van groepsdenken
  - Type I. Overschatting van de groep
    - C1.1 Illusie van onaantastbaarheid
    - C1.2 Onvoorwaardelijk geloof in de eigen moraal

  - Type II. Kortzichtigheid
    - C2.1 Collectieve rationalisatie van de beslissingen van de groep
    - C2.2 (Gedeeltelijk) karikaturiseren van de buitenwereld

  - Type III. Druk voor uniformiteit
    - C3.1 Zelfcensuur, leden uiten geen kritiek
    - C3.2 Illusie van unanimiteit (valse consensus effect)
    - C3.3 Directe druk op leden die het oneens zijn
    - C3.4 Zelfaangewezen "mindguards" die de groep beschermen tegen negatieve informatie

- D. Symptomen van onjuiste besluitvormingsprocessen
  - D.1 Er is een incompleet overzicht van de te behalen doelen
  - D.2 Er is een incompleet overzicht van de mogelijke alternatieven
  - D.3 Een aanvankelijke gekozen oplossing die door de meeste leden is goedgekeurd, wordt niet geëvalueerd
  - D.4 Alternatieven die oorspronkelijk door de meerderheid zijn verworpen, worden niet meer geraadpleegd
  - D.5 Er is onvoldoende informatie verzameld
  - D.6 Er is (erg) selectief informatie verzameld
  - D.7 Er is geen 'rampenplan'

Deze symptomen zijn kenmerkend voor een groep die lijdt aan groepsdenken. Dit kan leiden tot een besluit met een lage slagingskans. Er zijn echter maatregelen om groepsdenken te voorkomen.

## Preventieve maatregelen
Groepsdenken is echter niet iets absoluuts. Het is met de nodige maatregelen te voorkomen. Naast het formuleren van kenmerken, investeert Janis ook aandacht voor hoe men aan deze maatregelen tegemoet kan komen. Als men deze voorzorgsmaatregelen neemt, kan men groepsdenken voorkomen of althans toch verminderen. Op basis van de theorie is een aantal maatregelen beschreven, om de kans op groepsdenken te verminderen:
1. Aanwijzen van een 'advocaat van de duivel'
Door bij elke beslissing verplicht iemand aan te wijzen om bewust kritisch tegenover het besluit te staan wordt groepsdenken verminderd. Er wordt immers bewust kritisch nagedacht door minimaal één persoon.
2. Groepsleden aanmoedigen om een kritische houding aan te nemen
Door expliciet te vragen om kritiek, wordt het geven van kritiek toch ervaren als een vorm van loyaliteit jegens de groep. Een mogelijkheid hiervoor is om een sfeer te creëren waarbij men zich meer geaccepteerd voelt in de groep, waardoor men eerder zijn gedachten uit. Dit kan door de groepscohesie te vergroten.[5] Dit lijkt tegenstrijdig, maar is het eigenlijk niet. Vaak zullen namelijk 'nieuwkomers' zich conformeren aan de groep en zwijgen in een groepsdiscussie, behalve als ze vanaf het begin af aan de indruk hebben gekregen dat de groep ze juist als volledig gelijkwaardig beschouwt.
3. Onafhankelijke groepsleiding die vooraf geen voorkeur aangeeft en bij voorkeur enkel objectieve informatie betrekt bij de besluitvorming
Doordat de groepsleiding geen voorkeur uitspreekt, krijgen de groepsleden geen kans om de leiding na te praten. Mogelijkerwijs wordt dan de mening van een groepslid met aanzien dan nagepraat, als deze vrij vroeg in het proces wordt besproken. Dit kan men voorkomen door als leiding de minderheidsstandpunten evenveel te bespreken als de meerderheidsstandpunten.
4. Opstellen van onafhankelijke groepen (één om de beslissing te maken en een ander om deze te beoordelen) 
Doordat een nieuwe groep het verkregen besluit beoordeelt, is het hoogst onwaarschijnlijk dat groepsdenken het beoordelingsproces verstoort.
5. Opstellen van meerdere groepen of het splitsen van de groep in subgroepen om een onderwerp te bespreken
Door het opstellen van onafhankelijke groepen kan men de kans op groepsdenken verkleinen, omdat nu elke groep op zich werkt. Mocht groepsdenken voorkomen dan is het hoogstwaarschijnlijk dat dit niet bij elke groep tot hetzelfde resultaat heeft geleid. Op deze wijze krijgt men verschillende alternatieven.
6. Bespreken met buitenstaanders wat er gebeurt in de groep
Door met buitenstaanders (die nog niet betrokken zijn bij de groep of (nog beter) een andere achtergrond hebben dan de rest van de groepsleden) het beslissingsproces te bespreken, kan men de kans op groepsdenken verminderen.
7. Betrekken van anderen in de groep voor nieuwe ideeën en aanmoedigen tot een kritische benadering van de huidige ideeën
Door buitenstaanders (die nog niet betrokken zijn bij de groep of (nog beter) een andere achtergrond hebben dan de rest van de groepsleden) te betrekken bij het besluit, kan men de kans op groepsdenken verminderen.
8. Anoniem verzamelen van respons
Door reacties anoniem te verzamelen is de drempel om kritiek te leveren lager. Een mogelijkheid hiertoe is een internetforum of een methode zoals de "Delphimethode". Deze methode is gebaseerd op een dialectische aanpak. Bij deze aanpak wordt elke stelling voorzien van een tegenstrijdige stelling, waarna deze samengevoegd worden tot een nieuwe stelling.